# Sergej Nikolski

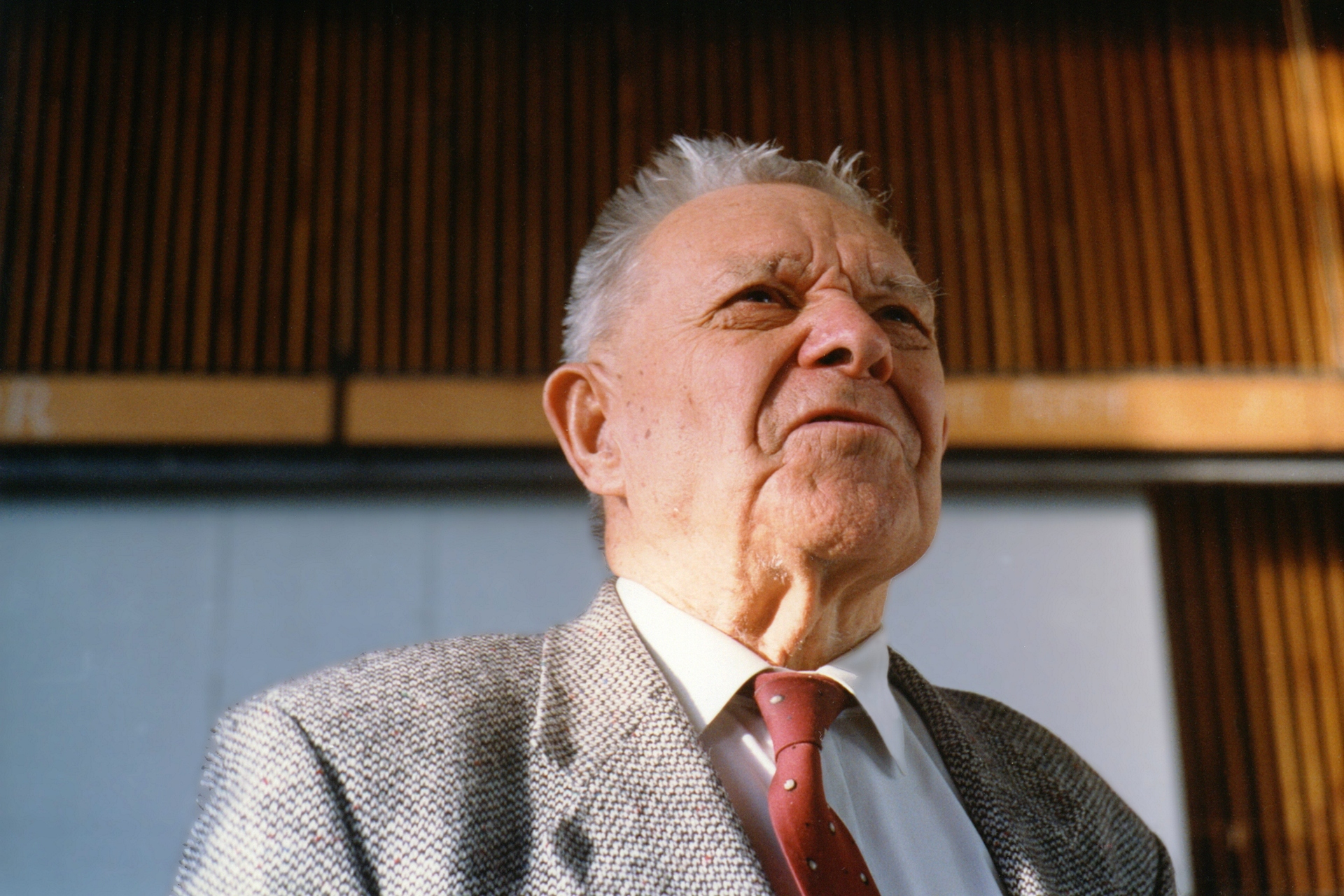
Sergej Nikolski in 1997

Sergej Michailovitsj Nikolski (Russisch: Сергей Михайлович Никольский) (Talitsa, 30 april 1905 – Moskou, 9 november 2012) was een Russisch wiskundige.

## Biografie
Nikolski maakte fundamentele bijdragen aan de functionaalanalyse, lineaire benadering en de formule van Newton-Cotes. Hij schreef meer dan 100 wetenschappelijke werken. Hij werkte tot 1972 als academicus. Tot 1997 gaf hij lezingen in het Moskouse Natuurkundig-Technisch Instituut (Московский физико-технический институт, МФТИ).
Hij overleed in 2012 op 107-jarige leeftijd.